# Attila Vajda
Attila Sandór Vajda (* 17. März 1983 in Szeged) ist ein ehemaliger ungarischer Kanute. Er wurde 2008 im Einer-Canadier über 1000 Meter Olympiasieger.

## Erfolge
Attila Vajda, der im Canadier bei Wettkämpfen startete, nahm dreimal an Olympischen Spielen teil. 2004 gelang ihm in Athen bei seinem Debüt sogleich ein Medaillenerfolg, als er im Einer-Canadier über die 1000-Meter-Distanz die Bronzemedaille gewann. Nach dem Vorlauf qualifizierte er sich mit dem zweiten Platz im ersten Halbfinallauf für das Finale, das er hinter David Cal und Andreas Dittmer auf dem dritten Rang beendete. Bei den Olympischen Spielen 2008 in Peking startete Vajda, der bei seinen Rennen in Gedenken an seinen in der Vorbereitung auf die Spiele verstorbenen Mannschaftskameraden György Kolonics Trauerflor trug, erstmals auch über die 500 Meter sowie nochmals über die Ein-Kilometer-Strecke. In beiden Wettkämpfen erreichte er den Finallauf, den er auf der Kurzdistanz auf dem neunten und damit in dem Lauf letzten Platz abschloss. Auf der 1000-Meter-Distanz gelang ihm im Vorlauf als Erstplatzierter die direkte Finalqualifikation. Mit über zwei Sekunden Vorsprung auf David Cal und einer weiteren Sekunde auf Thomas Hall wurde Vajda Olympiasieger. Diesen Sieg widmete er Kolonics.
Vier Jahre darauf zog er in London auf der 1000-Meter-Distanz zwar zum dritten Mal in Folge in den Finallauf ein, kam dieses Mal jedoch nicht in die Medaillenränge. Er beendete das Rennen als Sechster. Auf der Kurzdistanz, die dieses Mal über 200 Meter ausgetragen wurden, qualifizierte er sich lediglich für das B-Finale, das er auf Rang drei abschloss und damit in der Gesamtwertung Neunter wurde.
Zahlreiche Erfolge gelangen Vajda bei Welt- und Europameisterschaften. Auf der 1000-Meter-Distanz wurde er 2007 in Duisburg, 2011 in seiner Heimatstadt Szeged und nochmals 2013 in Duisburg jeweils Weltmeister. Seine erste WM-Medaille hatte er 2006 in Szeged mit Bronze gewonnen, drei Jahre darauf gewann er mit der 4-mal-200-Meter-Staffel in Dartmouth auch erstmals Silber. 2010 belegte er in Posen auf der 1000-Meter-Distanz ebenfalls den zweiten Platz, wie auch auf der 5000-Meter-Strecke 2013 in Duisburg und 2014 in Moskau. 2014 wurde er zudem Dritter über 1000 Meter. Auf kontinentaler Ebene sicherte sich Vajda auf der 1000-Meter-Distanz 2007 in Duisburg und 2009 in Brandenburg an der Havel jeweils den Titelgewinn. Die 4-mal-200-Meter-Staffel schloss er 2009 auf dem dritten Rang ab. An selber Stelle gewann er 2014 über 1000 Meter Silber.
Vajda nahm für Ungarn an den Europaspielen in Baku teil, bei denen er auf der 1000-Meter-Distanz den dritten Platz belegte. Hinter Sebastian Brendel und Martin Fuksa erhielt er somit die Bronzemedaille.
Nachdem er 2004 für seine olympische Bronzemedaille bereits das Goldene Verdienstkreuz des Ungarischen Verdienstordens erhalten hatte, wurde ihm 2008 anlässlich seines Olympiasiegs das Offizierskreuz des Verdienstordens verliehen. Zugleich wurde er 2008 zu Ungarns Sportler des Jahres gewählt. Vajda beendete im Dezember 2016 seine Karriere und nahm einen Trainerposten in Taiwan an.